# Tauraco ruspolii
Tauraco ruspolii е вид птица от семейство Туракови (Musophagidae). Видът е световно застрашен, със статут Уязвим.

## Разпространение
Видът е разпространен в Етиопия.